# Chuck Klein
Charles Herbert Klein, soprannominato "Hoosier Hammer" (Indianapolis, 7 ottobre 1904 – Indianapolis, 28 marzo 1958), è stato un giocatore di baseball statunitense che ha giocato nel ruolo di esterno nella Major League Baseball (MLB). È stato introdotto nella National Baseball Hall of Fame nel 1980.

## Carriera

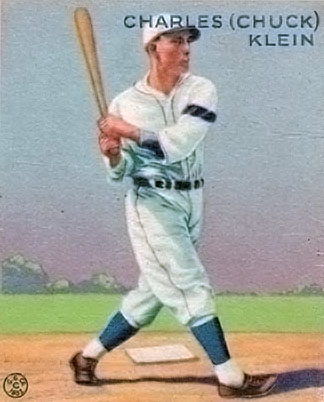
Klein in una figurina del 1933

Klein debuttò nella MLB con i Philadelphia Phillies nel 1928 e l'anno seguente guidò la National League in fuoricampo 1929. Nel 1930 disputò una delle migliori stagioni in attacco nella storia del baseball, con una media battuta di .386, 250 valide e 158 punti segnati, tutti record in carriera. Stabilì anche i record stagionali di franchigia, tutti ancora imbattuti, con 59 doppi, 170 punti battuti a casa (RBI), .687 di media bombardieri e 445 basi totali. Da allora, nessuna ha più raggiunto tante basi totali. Le sue 107 battute da extra base sono un record della National League, pareggiato da Barry Bonds nel 2001. Quell'anno giocò ad alto livello anche in difesa, con 44 assistenze che sono ancora un record per un esterno destro. Nel 1932, Klein guidò la NL sia in fuoricampo che in basi rubate, cosa mai più riuscita da allora a nessun giocatore nella MLB, venendo premiato come MVP della National League. Nel 1933 Klein vinse la Tripla corona (con .368 in battuta, 28 fuoricampo e 120 RBI), ma il premio di MVP andò a Carl Hubbell. Quell'anno fu convocato per il primo All-Star Game della storia.
Scambiato con i Chicago Cubs prima della stagione 1934, Klein non ebbe prestazioni all'altezza degli anni precedenti, ma batté comunque 20 e 21 fuoricampo in due stagioni nell'Illinois, diventando il primo giocatore a venire convocato per l'All-Star Game con due diversi club. Tornato ai Phillies, il 10 luglio 1936 divenne il primo giocatore della NL a battere 4 fuoricampo in una partita nel ventesimo secolo. Rimane uno dei soli 16 giocatori della storia del baseball ad avere compiuto tale impresa.
Klein passò ai Pittsburgh Pirates nel corso della stagione 1939 ma fece ritorno a Philadelphia l'anno seguente. Le ultime cinque stagioni in carriera le disputò principalmente come sostituto battitore. Nel 1999, The Sporting News lo inserì al 92º posto nella classifica dei migliori cento giocatori di tutti i tempi

## Palmarès
- MVP della National League: 1

1932
- MLB All-Star: 2

1933, 1934
- Tripla corona: 1

1933
- Miglior battitore della National League: 1

1933
- Leader della National League in fuoricampo: 4

1929, 1931–1933
- Leader della National League in punti battuti a casa: 2

1931, 1933
- Numero ritirato dai Philadelphia Phillies